# 葡萄牙足球錦標聯賽
葡萄牙足球錦標聯賽（簡稱葡錦聯 ），是葡萄牙足球联赛系统的第 4 級別，這是葡萄牙足球總會（FPF）唯一的半職業足球聯賽。
在2013-14年度成立，因葡萄牙足球聯賽第三級改制，當時的葡萄牙足球乙級聯賽已廢除。
在2019-20年度，因受COVID-19疫情影響，葡萄牙足總緊急招開會議商議未來聯賽事宜，決定將葡錦聯改為第四級別聯賽。

## 賽制

### 第一輪A-D分組賽
葡錦聯共有56支球隊，分成4個小組(A-D)，每組有14支球隊參賽。每組首輪聯賽踢雙循環，共有34輪。每組前兩名晉級第二輪季後賽，爭奪冠軍，每組最後的六支球隊則會降班。

### 第二輪季後賽
8支晉級球隊進行主客場兩回合季後賽，晉級至決賽球隊可獲升班資格。決賽於中立場進行，若法定時間內打成平手，則需以加時決勝負（加時雙方必完成加時上、下半場各15分鐘的賽事）。倘若加時仍未能分出高下，則再以互射十二碼決勝負。